# Trinity College (Cambridge)

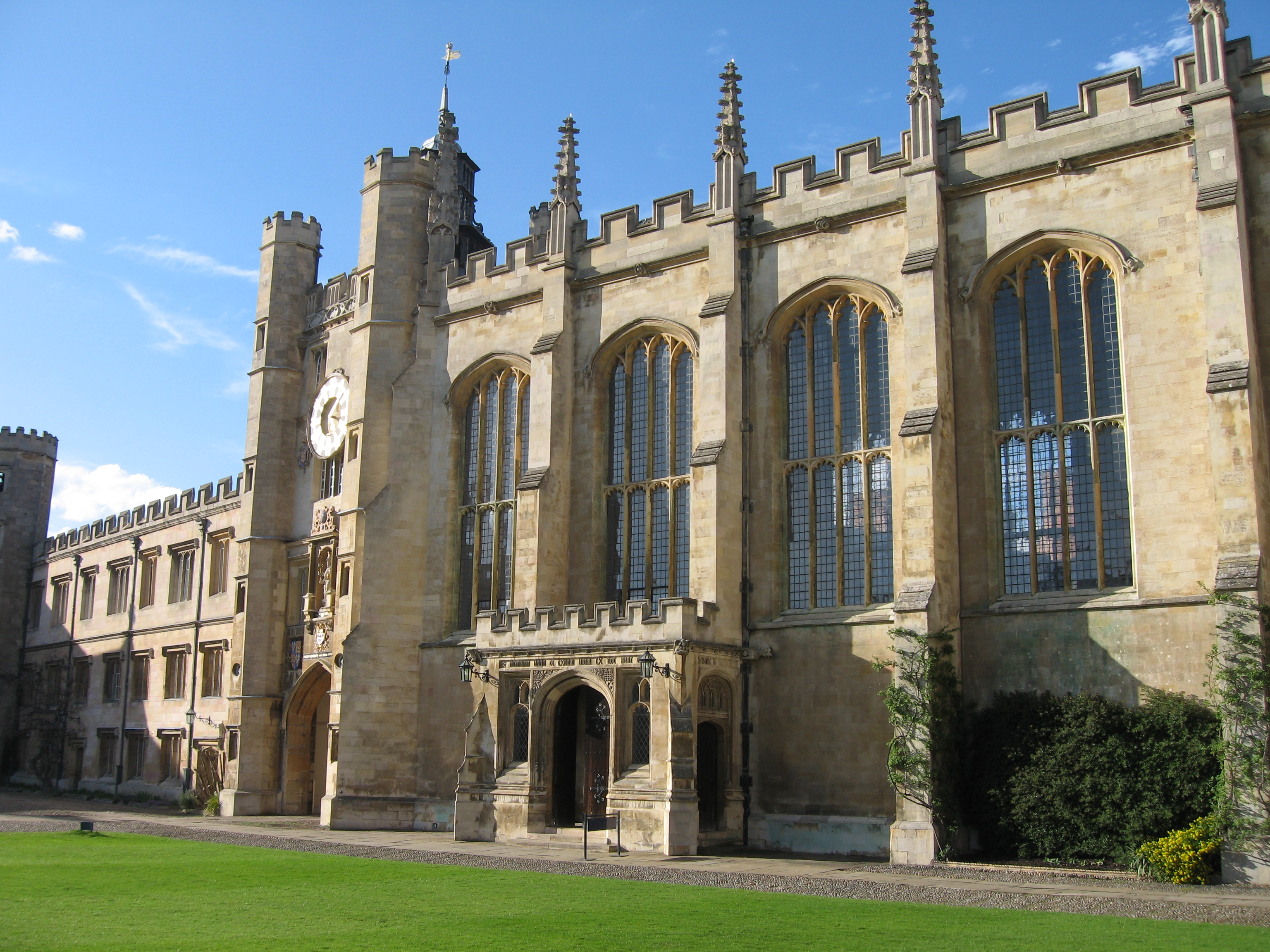
La cappella del collegio

Il Trinity College Cambridge è uno dei trentuno college costituenti l'Università di Cambridge in Inghilterra, fondato dal re Enrico VIII nel 1546.
Ha una forte tradizione accademica: i suoi membri hanno ricevuto trentuno premi Nobel, cinque medaglie Fields, un premio Abel (matematica) e due premi Templeton (religione) e premi Oscar (Academy Award).

## Collegamenti esterni

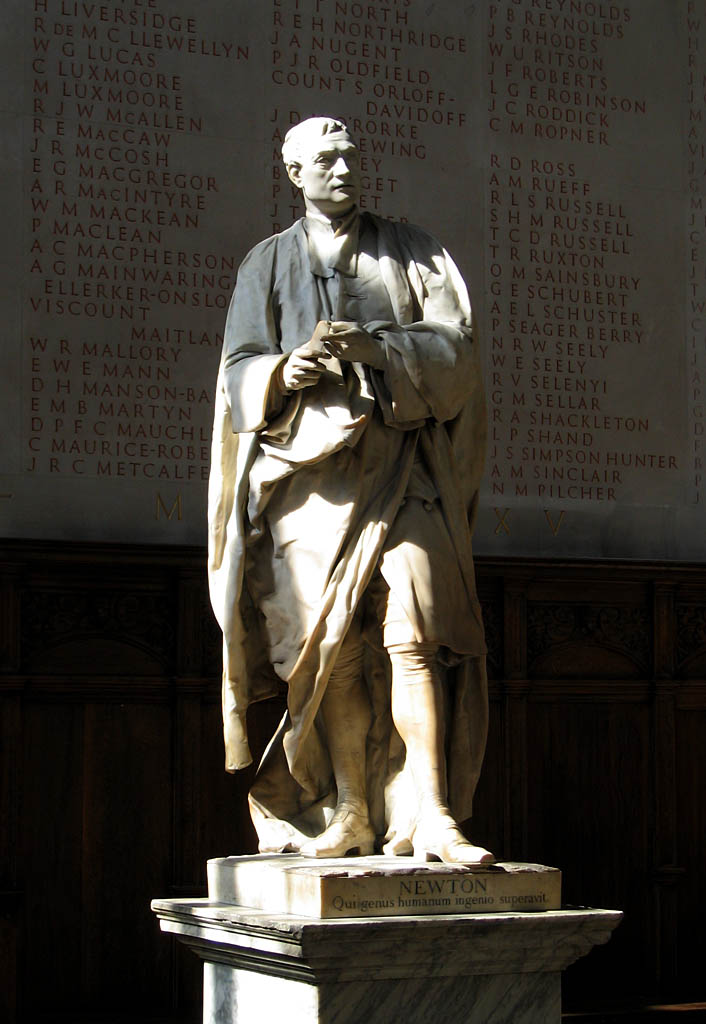
La statua di Newton nella cappella del college